# 急性辐射综合症
急性辐射综合症，也被称为辐射毒害、辐射中毒、辐射病，是一种患者在24小时内暴露于大剂量的游离辐射下导致的症候群，症状可持续多达数个月。 本术语意指急性医疗问题，而不是产生于长期辐射暴露的慢性辐射综合症。
发病和症状类型取决于患者的辐射暴露情况。剂量较小的辐射对消化系统产生影响，比如恶心，呕吐，血指数下降的相关症状如感染和出血。大剂量的照射会导致神经系统损伤症状和快速死亡。治疗急性辐射综合症的一般方法为输血和抗生素。
引发慢性辐射综合症的低剂量辐射，虽不能导致急性综合症，但经年累月的照射下也可能出现类似的症状。 辐射暴露同时也会提升某些其他疾病的罹患機率，比如癌症。 这些疾病有时也被作为辐射病来提及，但它们从不被包含在急性辐射综合症中。

## 延伸阅读
- Michihiko Hachiya, Hiroshima Diary (Chapel Hill: University of North Carolina, 1955), ISBN 0-8078-4547-7.
- John Hersey, Hiroshima (New York: Vintage, 1946, 1985 new chapter), ISBN 0-679-72103-7.
- 井伏鱒二, Black Rain (1969) ISBN 0-87011-364-X
- Ernest J. Sternglass, Secret Fallout: low-level radiation from Hiroshima to Three-Mile Island (1981) ISBN 0-07-061242-0 (online （页面存档备份，存于）)
- Norman Solomon, Harvey Wasserman Killing Our Own: The Disaster of America's Experience with Atomic Radiation, 1945–1982, New York: Dell, 1982. ISBN 0-385-28537-X, ISBN 0-385-28536-1, ISBN 0-440-04567-3 (online （页面存档备份，存于）)